# Oscar Hertwig

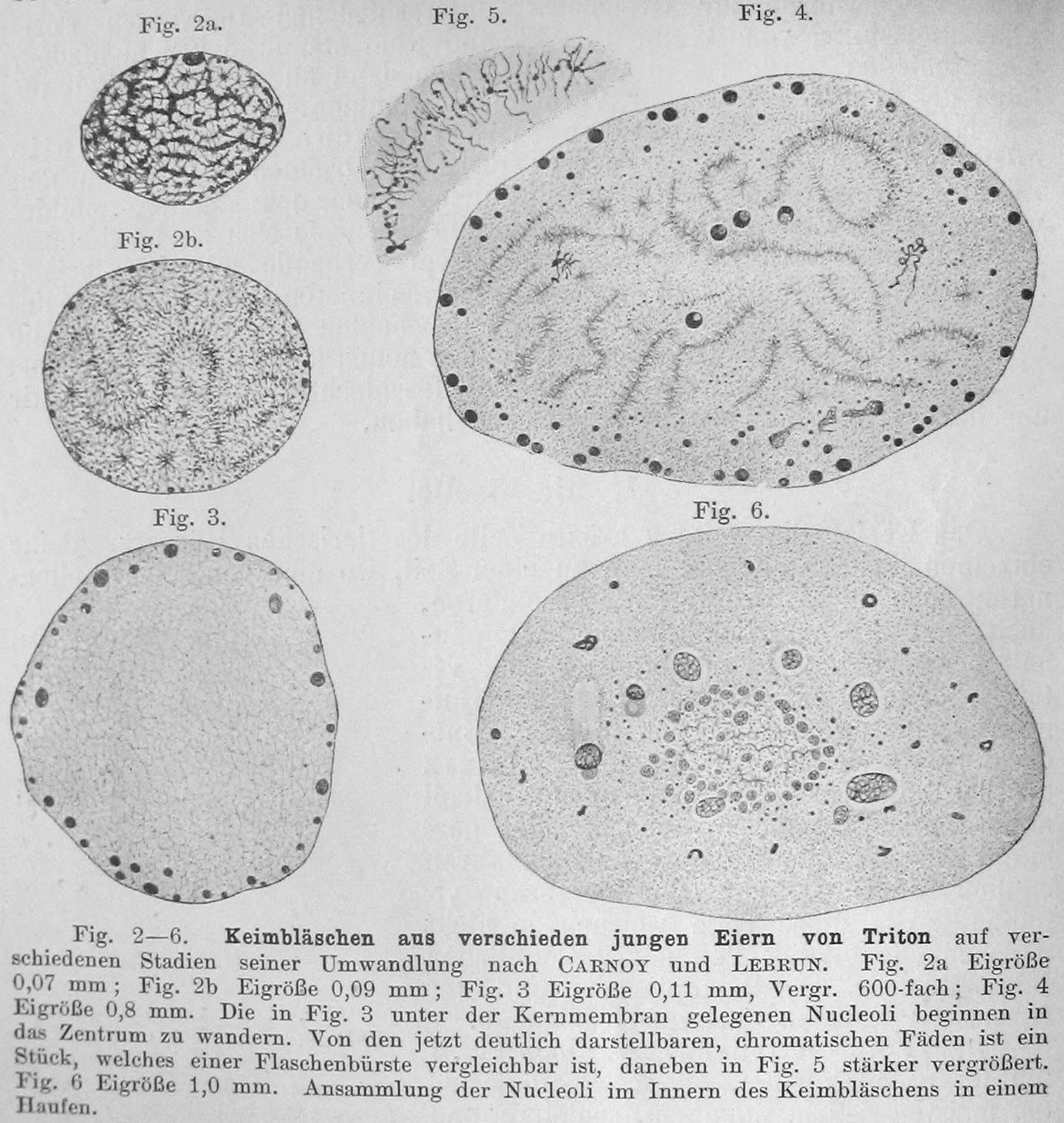
Ilustrace Oscara Hertwiga z knihy Lehrbuch der Entwicklungsgeschichte des Menschen und der Wirbeltiere (Učebnice z vývojové biologie člověka a obratlovců), 1906

Oscar Hertwig (21. dubna 1849 Friedberg – 25. října 1922 Berlín) byl německý zoolog a profesor, který se zabýval teorií evoluce, a v tomto směru napsal také řadu publikací, z nich nejvýznamnější publikoval asi v letech 1916, více než 55 let poté, co známý evoluční biolog Charles Darwin publikoval svou knihu o Původu Druhů.

## Život
Oscar Hertwig byl starší z bratrů, jeho sourozenec (taktéž zoolog), byl profesor Richard Hertwig (1850–1937). Bratři Hertwigové byli jedni z nejvýznamnějších žáků Ernsta Haeckela (a Carla Gegenbaura) z University v Jeně.
Od počátku byli zcela nezávislí na Haeckelových filozofických spekulacích, ale převzali jeho myšlenky v pozitivním smyslu a rozšířili jejich koncept v zoologii.
Zpočátku, mezi lety 1879–1883, prováděli embryologické studie, zejména o teorii coelomu (1881), tekutinou naplněné tělo dutiny. Tyto úvahy byly založeny na základě Heackelovy fylogenetické věty, tj. biogenní teorie (německy = biogenetisches Grundgesetz), a "teorie gastraea".
V následujících 10 letech se oba bratři rozdělili na sever a jih Německa.
Oscar Hertwig se později stal profesorem anatomie  v Berlíně v roce 1888; jeho bratr Richard Hertwig se od roku 1885 stal profesorem zoologie v Mnichově (1885–1925), na Ludwig Maximilians Universität, kde působil posledních 40 let jeho 50leté kariéry jako profesor na čtyřech univerzitách.
Richardův výzkum je zaměřen na prvoky (vztah mezi jádrem a plazmou tzv. Kern-Plasma-Relation), jakožto i na vývojové a fyziologické studie o mořských ježcích čí žábách. Napsal také světově uznávané učebnice zoologie.
Oscar Hertwig studiem mořských ježků prokázal, že k oplodnění dochází v důsledku fúze spermie a vaječné buňky. Poznal úlohu buněčného jádra během dědičnosti a redukci chromozomů během meiózy: v roce 1876 publikoval své zjištění, že proces oplodnění zahrnuje pronikání spermie do vaječné buňky. Toto zjištění patří dodnes k velkým objevům v historii biologie. Oscar Hertwig taktéž experimenty s žabími vejci odhalil „pravidlo dlouhé osy“, někdy nazývané Hertwigovo pravidlo. 
Jeho nejdůležitější teoretická kniha byla: "Das Werden der Organismen, eine Widerlegung der Darwinschen Zufallslehre" (Jena, 1916) (překlad: "Původ Organismů – Vyvrácení Darwinovy Teorie Šance").
Hertwig byl zvolen členem Královské švédské Akademie Věd v roce 1903.
Oscar Hertwig je známý jako Oscar Hedwig v knize "Kdo objevil, co, kdy" od Davida Ellyarda. Historie objevu oplození u savců, včetně vědců jež za těmito objevy stáli, jako byl Hertwig a další pracovníci, je zmíněna v knize "Savčí Vajíčko" od spisovatele jménem Austin.

## Práce
- Die Elemente der Entwicklungslehre des Menschen und der Wirbeltiere : Anleitung und Repetitorium für Studierende und Lékařů . Fischer, Jena, 5. ed. 1915 Digitální vydání , které Univerzita a Státní Knihovna v Düsseldorfu